# International Jewish Sports Hall of Fame

Le Temple de renommée des sportifs internationaux juifs (anglais : International Jewish Sports Hall of Fame, hébreu : יד לאיש הספורט היהודי) est créé le 7 juillet 1981 à Netanya (Israël). Il se trouve sur le campus du Wingate Institute for Physical Education and Sport. Il contient plus de 300 athletes et personnages du monde sportif de plus de 20 pays. Le Hall élit nouvelles personnes chaque année, choisie par vote dans les personnalités de religion juive ayant accompli de grands exploits. Les envois sont dus le 1er décembre pour élection toute année.
Le Hall est créé par Joseph M. Siegman, un producteur audiovisuel et écrivain qui vit à Beverly Hills, en Californie. Il présidait au Temple de 1981 jusqu'à 1989. 

## Liste des athlètes dans le Temple
| Nom                                                           | Pays                      | Sport                           | Année |
| ------------------------------------------------------------- | ------------------------- | ------------------------------- | ----- |
| Ruth Aarons                                                   | USA                       | Tennis de table                 | 2019  |
| Harold Abrahams                                               | Grande-Bretagne           | Athlétisme                      | 1981  |
| Jesse Abramson                                                | USA                       | Media                           | 1995  |
| Amy Alcott                                                    | USA                       | Golf                            | 2000  |
| Jo Aleh                                                       | Nouvelle-Zélande          | Planche à voile                 | 2017  |
| Joe Alexander                                                 | USA                       | Basketball                      | 1985  |
| Mel Allen                                                     | USA                       | Media                           | 1980  |
| Lyle Alzado                                                   | USA                       | Football américain              | 2008  |
| Yael Arad                                                     | Israël                    | Escrime                         | 2010  |
| Ray Arcel                                                     | USA                       | Boxe                            | 1992  |
| Gerald Ashworth                                               | USA                       | Athlétisme                      | 2001  |
| Abe Attell                                                    | USA                       | Boxe                            | 1983  |
| Monte Attell                                                  | USA                       | Boxe                            | 2015  |
| Arnold "Red" Auerbach                                         | USA                       | Basketball                      | 1979  |
| Brad Ausmus                                                   | USA                       | Baseball                        | 2020  |
| Ilia Averboukh                                                | USA                       | Patinage artistique             | 2015  |
| Albert Axelrod                                                | USA                       | Escrime                         | 1993  |
| Arthur Baar                                                   | Autriche                  | Football                        | 1982  |
| Aron "Ali" Bacher                                             | Afrique du Sud            | Cricket                         | 1991  |
| William Bachrach                                              | USA                       | Entraîneur natation             | 1994  |
| Max Baer                                                      | USA                       | Boxe                            | 2010  |
| Sam Balter                                                    | USA                       | Basketball/Media                | 1994  |
| Victor Barna                                                  | Hongrie/ Grande-Bretagne  | Tennis de table                 | 1981  |
| Herman Barron                                                 | USA                       | Golf                            | 1993  |
| István Barta                                                  | Hongrie                   | Waterpolo                       | 1998  |
| Harris Barton                                                 | USA                       | Football américain              | 2009  |
| Benny Bass                                                    | USA                       | Boxe                            | 1994  |
| Doug Beal                                                     | USA                       | Volleyball                      | 2001  |
| Adriana Behar                                                 | Brésil                    | Beach Volley                    | 2006  |
| Laszlo Bellak                                                 | Hongrie                   | Tennis de table                 | 1995  |
| Valery Belenky                                                | Azerbaïdjan Allemagne     | Gymnastique                     | 2013  |
| Semion Belits-Gaiman                                          | Russie ( URSS)            | Natation                        | 2017  |
| Louis « Lulu » Bender                                         | USA                       | Basketball                      | 2012  |
| Carina Benninga                                               | Pays-Bas                  | Hockey                          | 2000  |
| Senda Berenson                                                | USA                       | Basketball                      | 1987  |
| Jackie "Kid" Berg                                             | Grande-Bretagne           | Boxe                            | 1993  |
| Isaac Berger                                                  | USA                       | Haltérophilie                   | 1980  |
| Samuel Berger                                                 | USA                       | Boxe                            | 1985  |
| Richard Bergmann                                              | Autriche                  | Tennis de table                 | 1982  |
| Ira Berkow                                                    | USA                       | Media                           | 2006  |
| Jack Bernstein                                                | USA                       | Boxe                            | 2000  |
| Kenny Bernstein                                               | USA                       | Course automobile               | 2006  |
| Gary Bettman                                                  | USA                       | Hockey sur glace                | 2016  |
| Sue Bird                                                      | USA                       | Basketball                      | 2021  |
| Morris "Whitey" Bimstein                                      | USA                       | Boxe                            | 2008  |
| Gérard Blitz                                                  | Belgique                  | Natation                        | 2021  |
| Arthur Bluethenthal                                           | USA                       | Football américain              | 1997  |
| Walter Blum                                                   | USA                       | Equitation                      | 1991  |
| Harry Boykoff                                                 | Israël                    | Basket-ball en fauteuil roulant | 2013  |
| Gyorgy Brody                                                  | Hongrie                   | Water Polo                      | 1982  |
| József Braun                                                  | Hongrie                   | Football                        | 2017  |
| Shimshon Brokman                                              | Israël                    | Planche à voile                 | 2021  |
| Tal Brody                                                     | Israël                    | Basketball                      | 1996  |
| Larry Brown                                                   | USA                       | Basketball                      | 1990  |
| Newsboy Brown (né David Montrose)                             | USA                       | Boxe                            | 2021  |
| Si Burick                                                     | USA                       | Media                           | 2000  |
| Ellen Burka                                                   | Canada                    | Patinage artistique             | 2010  |
| Petra Burka                                                   | Canada                    | Patinage artistique             | 2012  |
| Angela Buxton                                                 | Grande-Bretagne           | Tennis                          | 1981  |
| Alain Calmat                                                  | France                    | Patinage artistique             | 1987  |
| Zefania Carmel                                                | Israël                    | Yachting                        | 1982  |
| Joe Choynski                                                  | USA                       | Boxe                            | 1991  |
| Robert Cohen                                                  | France                    | Boxe                            | 1988  |
| Sasha Cohen                                                   | USA                       | Patinage artistique             | 2019  |
| Lillian Copeland                                              | USA                       | Athlétisme                      | 1979  |
| Howard Cosell                                                 | USA                       | Media                           | 1993  |
| Dan Daniel                                                    | USA                       | Media                           | 1996  |
| Harry Danning                                                 | USA                       | Baseball                        | 2000  |
| Pierre Darmon                                                 | France                    | Tennis                          | 1997  |
| Al Davis                                                      | USA                       | Football américain              | 2014  |
| Massimo Della Pergola                                         | Italie                    | Officiel/Media                  | 1989  |
| Umberto de Morpurgo                                           | Italie                    | Tennis                          | 1993  |
| Robert Dover                                                  | USA                       | Équestre                        | 2013  |
| Barney Dreyfuss                                               | USA                       | Baseball                        | 1979  |
| Al Munro Elias                                                | USA                       | Media                           | 2003  |
| "Dutch Sam" Elias                                             | Grande-Bretagne           | Boxe                            | 2011  |
| Nikolay Epshteen                                              | Russie                    | Hockey sur glace                | 2001  |
| Charlotte Epstein                                             | USA                       | Natation                        | 1982  |
| Équipe du basket-ball de l’Université de Long Island, 1935-36 | USA                       | Basketball                      | 2018  |
| Anthony Ervin                                                 | USA                       | Natation                        | 2017  |
| Laszlo Fabian                                                 | Hongrie                   | Canoë                           | 1996  |
| Jackie Fields                                                 | USA                       | Boxe                            | 1979  |
| Red Fisher                                                    | Canada                    | Media                           | 1999  |
| Herbert Flam                                                  | USA                       | Tennis                          | 1992  |
| Alfred Flatow                                                 | Allemagne                 | Gymnastique                     | 1981  |
| Gustav Flatow                                                 | Allemagne                 | Gymnastique                     | 1989  |
| Nat Fleischer                                                 | USA                       | Media                           | 1985  |
| Bobby Frankel                                                 | USA                       | Sport hippique                  | 2010  |
| Gal Fridman                                                   | Israël                    | Planche à voile                 | 2005  |
| Eitan Friedlander                                             | Israël                    | Planche à voile                 | 2021  |
| Benny Friedman                                                | USA                       | Football américain              | 1979  |
| Marty Friedman                                                | USA                       | Basketball                      | 1994  |
| Jenő Fuchs                                                    | Hongrie                   | Escrime                         | 1982  |
| Tamas Gabor                                                   | Hongrie                   | Escrime                         | 1996  |
| Grigori Gamarnik                                              | Ukraine                   | Lutte                           | 2020  |
| János Garay                                                   | Hongrie                   | Escrime                         | 1990  |
| Mitch Gaylord                                                 | USA                       | Gymnastique                     | 1988  |
| Aaron "Okey" Geffen                                           | Afrique du Sud            | Rugby                           | 1998  |
| Leonid Geishtor                                               | Russie/ Biélorussie       | Canoë-kayak                     | 2018  |
| Dr. Oszkár Gerde                                              | Hongrie                   | Escrime                         | 1989  |
| Sid Gillman                                                   | USA                       | Football américain              | 1991  |
| Marty Glickman                                                | USA                       | Media                           | 1996  |
| Sir Arthur A. Gold                                            | Grande-Bretagne           | Contributeur                    | 1987  |
| Bill Goldberg                                                 | USA                       | Lutte professionnelle           | 2010  |
| Marshall Goldberg                                             | USA                       | Football américain              | 1980  |
| Charles "Buckets" Goldenberg                                  | USA                       | Football américain              | 1993  |
| Israel Charley Goldman                                        | USA                       | Boxe                            | 1999  |
| Abe Goldstein                                                 | USA                       | Boxe                            | 2016  |
| Margie Goldstein-Engle                                        | USA                       | Équitation                      | 2009  |
| Reuven "Ruby" Goldstein                                       | USA                       | Boxe                            | 1995  |
| Sándor Gombos                                                 | Hongrie                   | Escrime                         | 1997  |
| Aleksandr Gomelsky                                            | URSS                      | Basketball                      | 1981  |
| Sid Gordon                                                    | USA                       | Baseball                        | 2010  |
| Maria Gorokhovskaya                                           | URSS                      | Gymnastique                     | 1991  |
| Brian Gottfried                                               | USA                       | Tennis                          | 1999  |
| Eddie Gottlieb                                                | USA                       | Basketball                      | 1980  |
| Jim Grabb                                                     | USA                       | Tennis                          | 2013  |
| Milton Green                                                  | USA                       | Athlétisme                      | 1997  |
| Shawn Green                                                   | USA                       | Baseball                        | 2014  |
| Al Greenberg                                                  | USA                       | Media                           | 1993  |
| Hank Greenberg                                                | USA                       | Baseball                        | 1979  |
| Sherman Greenfeld                                             | Canada                    | Racquetball                     | 2015  |
| Bud Greenspan                                                 | USA                       | Media                           | 1995  |
| Abie Grossfeld                                                | USA                       | Gymnastique                     | 1992  |
| Gary Gubner                                                   | USA                       | Athlétisme                      | 2001  |
| George Gulack                                                 | USA                       | Gymnastique                     | 1984  |
| Boris Me. Gourevitch                                          | URSS                      | Lutte                           | 1987  |
| Boris Mi. Gourevitch                                          | URSS                      | Lutte                           | 1982  |
| Béla Guttmann                                                 | Hongrie                   | Football                        | 1981  |
| Sir Ludwig Guttmann                                           | Hongrie/ Grande-Bretagne  | Contributeur                    | 1981  |
| Andrea Gyarmati                                               | Hongrie                   | Gymnastique                     | 2021  |
| Alfred Hajos-Guttmann                                         | Hongrie                   | Natation                        | 1981  |
| Hakoah-Vienne                                                 | Autriche                  | Football                        | 1982  |
| Alphonse Halimi                                               | France ( Algérie)         | Boxe                            | 1989  |
| Sidney Halter                                                 | USA                       | Football américain              | 2006  |
| Willie Harmatz                                                | USA                       | Equitation                      | 1999  |
| Johan Harmenberg                                              | Suède                     | Escrime                         | 1997  |
| Harry Harris                                                  | USA                       | Boxe                            | 1996  |
| Sigmund Harris                                                | USA                       | Football américain              | 1994  |
| Cecil Hart                                                    | Canada                    | Hockey sur glace                | 1992  |
| Ben Hatskin                                                   | Canada                    | Hockey sur glace                | 2019  |
| Lew Hayman                                                    | Canada                    | Football américain              | 2004  |
| Ladislav Hecht                                                | République tchèque        | Tennis                          | 2005  |
| Gladys Heldman                                                | USA                       | Tennis/Media                    | 1989  |
| Julie Heldman                                                 | USA                       | Tennis                          | 2001  |
| Ben Helfgott                                                  | Grande-Bretagne           | Haltérophilie                   | 1995  |
| Lilli Henoch                                                  | Allemagne                 | Athlétisme                      | 1990  |
| Otto Herschmann                                               | Autriche                  | Natation                        | 1989  |
| Victor Hershkowitz                                            | USA                       | Handball                        | 1991  |
| Nikolaus Hirschl                                              | Autriche                  | Lutte                           | 1993  |
| Marty Hogan                                                   | USA                       | Racquetball                     | 1996  |
| Marshall Holman                                               | USA                       | Bowling                         | 2006  |
| Nat Holman                                                    | USA                       | Basketball                      | 1979  |
| Jerome Holtzman                                               | USA                       | Media                           | 2005  |
| Ken Holtzman                                                  | USA                       | Baseball                        | 1995  |
| William "Red" Holzman                                         | USA                       | Basketball                      | 1988  |
| Sarah Hughes                                                  | USA                       | Patinage artistique             | 2005  |
| Maria Leontyana Itkina                                        | URSS                      | Athlétisme                      | 1991  |
| Jerry Izenberg                                                | USA                       | Média                           | 2014  |
| Joe Jacobi                                                    | USA                       | Canoë                           | 2005  |
| Hirsch Jacobs                                                 | USA                       | Equitation                      | 1979  |
| Jimmy Jacobs                                                  | USA                       | Handball                        | 1979  |
| Sada Jacobson                                                 | USA                       | Escrime                         | 2012  |
| Irving Jaffee                                                 | USA                       | Patinage de vitesse             | 1979  |
| Allan Jay                                                     | Grande-Bretagne           | Escrime                         | 1985  |
| Ben Jeby (né Benjamin Morris Jebaltowsky)                     | USA                       | Boxe                            | 2012  |
| Myriam Fox-Jérusalmi                                          | France                    | Canoë-kayak                     | 2018  |
| Endre Kabos                                                   | Hongrie                   | Escrime                         | 1986  |
| Rena Kanokogi (Rusty Glickman)                                | USA                       | Judo                            | 2011  |
| Hank Kaplan                                                   | USA                       | Media                           | 2004  |
| Jonathan Kaplan                                               | Afrique du Sud            | Rugby (à XV)                    | 2016  |
| Louis "Kid" Kaplan                                            | USA                       | Boxe                            | 1986  |
| Karoly Karpati                                                | Hongrie                   | Lutte                           | 1994  |
| Guennadi Karponossov                                          | Russie                    | Patinage artistique             | 2001  |
| Max Kase                                                      | USA                       | Media                           | 1986  |
| Elias Katz                                                    | Finlande                  | Athlétisme                      | 1981  |
| Agnes Keleti                                                  | Hongrie                   | Gymnastique                     | 1981  |
| Abel Kiviat                                                   | USA                       | Athlétisme                      | 1984  |
| Traute Kleinova                                               | Tchécoslovaquie           | Tennis de table                 | 1994  |
| Michael Klinger                                               | Australie                 | Cricket                         | 2021  |
| Ilana Kloss                                                   | Afrique du Sud            | Tennis                          | 2010  |
| Erwin Kohn                                                    | Autriche/ Argentine       | Tennis de table                 | 2012  |
| Bela Komjadi                                                  | Hongrie                   | Water Polo                      | 1992  |
| Zsuzsa Körmöczy                                               | Hongrie                   | Tennis                          | 2007  |
| Lee-el Korzits                                                | Israël                    | Voile                           | 2017  |
| Sandy Koufax                                                  | USA                       | Baseball                        | 1979  |
| Alfred Koutchevski                                            | URSS/ Russie              | Hockey sur glace                | 2011  |
| Lenny Krayzelburg                                             | USA                       | Natation                        | 2005  |
| Solly Krieger                                                 | USA                       | Boxe                            | 1997  |
| Grigori Kriss                                                 | URSS                      | Escrime                         | 1989  |
| Lily Kronberger                                               | Hongrie                   | Patinage artistique             | 1983  |
| Daniela Krukower                                              | Argentine                 | Judo                            | 2013  |
| Rudy LaRusso                                                  | USA                       | Basketball                      | 2014  |
| Henry Laskau                                                  | USA                       | Athlétisme                      | 1996  |
| Shaul Ladany                                                  | Israël                    | Athlétisme                      | 2012  |
| Lydia Lazarov                                                 | Israël                    | Yachting                        | 1982  |
| Karen Leibowitz                                               | USA                       | Natation                        | 2008  |
| Benny Leonard                                                 | USA                       | Boxe                            | 1979  |
| Battling Levinsky                                             | USA                       | Boxe                            | 1982  |
| Edward L. Levy                                                | Grande-Bretagne           | Haltérophilie                   | 1988  |
| Marv Levy                                                     | USA                       | Football américain              | 1998  |
| Fred Lewis                                                    | USA                       | Handball                        | 2011  |
| Harry Lewis                                                   | USA                       | Boxe                            | 2002  |
| Ted "Kid" Lewis                                               | Grande-Bretagne           | Boxe                            | 1983  |
| Jason Lezak                                                   | USA                       | Natation                        | 2006  |
| Iouri Liapkine                                                | URSS Russie               | Hockey sur glace                | 2020  |
| Mike Lieberthal                                               | USA                       | Baseball                        | 2016  |
| A.J. Liebling                                                 | USA                       | Media                           | 1998  |
| Mort Lindsey                                                  | USA                       | Bowling                         | 1997  |
| Alexandre Lippmann                                            | France                    | Escrime                         | 1984  |
| Harry Litwack                                                 | USA                       | Basketball                      | 1980  |
| Benny Lom                                                     | USA                       | Football américain              | 1996  |
| Sid Luckman                                                   | USA                       | Football américain              | 1979  |
| Tatiana Lyssenko                                              | Ukraine                   | Gymnastique                     | 2002  |
| Joseph Magidsohn                                              | USA                       | Football américain              | 1999  |
| Gyula Mandl                                                   | Hongrie                   | Football                        | 1982  |
| Valentin Mankin                                               | URSS                      | Yachting                        | 1987  |
| Nicolás Massú                                                 | Chili                     | Tennis                          | 2016  |
| Al McCoy                                                      | USA                       | Boxe                            | 1989  |
| Hugo Meisl                                                    | Autriche                  | Football                        | 1981  |
| Willy Meisl                                                   | Allemagne Grande-Bretagne | Media                           | 1986  |
| Faina Melnik                                                  | URSS                      | Athlétisme                      | 1984  |
| Daniel Mendoza                                                | Grande-Bretagne           | Boxe                            | 1981  |
| Dr. Ferenc Mezo                                               | Hongrie                   | Contributeur                    | 1986  |
| Mark Midler                                                   | URSS                      | Escrime                         | 1983  |
| Walter Miller                                                 | USA                       | Equitation                      | 1983  |
| Ron Mix                                                       | USA                       | Football américain              | 1980  |
| Ivor Montagu                                                  | Grande-Bretagne           | Tennis de table                 | 1984  |
| Samuel Mosberg                                                | USA                       | Boxe                            | 1985  |
| Armand Mouyal                                                 | France                    | Escrime                         | 1988  |
| Charles "Buddy" Myer                                          | USA                       | Baseball                        | 1992  |
| Lon Myers                                                     | USA                       | Athlétisme                      | 1980  |
| Barney Nagler                                                 | USA                       | Media                           | 1992  |
| Alfred Nakache                                                | France                    | Natation                        | 1993  |
| Paul Neumann                                                  | Autriche                  | Natation                        | 1984  |
| Edward Newman                                                 | USA                       | Football américain              | 1995  |
| Harry Newman                                                  | USA                       | Football américain              | 1992  |
| Tzvi Nishri                                                   | Israël                    | Contributeur                    | 1981  |
| Sidney Nomis                                                  | Afrique du Sud            | Rugby Union                     | 1999  |
| Grigori Novak                                                 | URSS                      | Haltérophilie                   | 1985  |
| Fred Oberlander                                               | Canada                    | Lutte                           | 1991  |
| Tom Okker                                                     | Pays-Bas                  | Tennis                          | 2003  |
| Ben Olan                                                      | USA                       | Media                           | 1994  |
| Murray Olderman                                               | USA                       | Media                           | 1997  |
| Bob Olin                                                      | USA                       | Boxe                            | 2008  |
| Olympiens néerlandais, 1928*                                  | Pays-Bas                  | Gymnastique                     | 1997  |
| Donna Geils Orender                                           | USA                       | Basketball                      | 2015  |
| Ivan Osiier                                                   | Danemark                  | Escrime                         | 1986  |
| Young Perez                                                   | Tunisie                   | Boxe                            | 1986  |
| Attila Petschauer                                             | Hongrie                   | Escrime                         | 1985  |
| Sphas de Philadelphie                                         | USA                       | Basketball                      | 1996  |
| Lipman Pike                                                   | USA                       | Baseball                        | 1985  |
| Zhanna Pintusevich-Block                                      | Ukraine                   | Athlétisme                      | 2009  |
| Maurice Podoloff                                              | USA                       | Basketball                      | 1989  |
| Yakov Punkin                                                  | Ukraine/ URSS             | Lutte                           | 2018  |
| Shirley Povich                                                | USA                       | Media                           | 1992  |
| Daniel Prenn                                                  | Allemagne                 | Tennis                          | 1981  |
| Myer Prinstein                                                | USA                       | Athlétisme                      | 1982  |
| Alexandra « Ali » Raisman                                     | USA                       | Gymnastique                     | 2013  |
| Bela Rajki-Reich                                              | Hongrie                   | Water Polo                      | 2000  |
| Mark Rakita                                                   | URSS                      | Escrime                         | 1988  |
| Marilyn Ramenofsky                                            | USA                       | Natation                        | 1988  |
| Mauri Rose                                                    | USA                       | Course automobile               | 2007  |
| Mel Rosen                                                     | USA                       | Athlétisme                      | 2004  |
| Al Rosen                                                      | USA                       | Baseball                        | 1980  |
| Harry "Coon" Rosen                                            | USA                       | Softball                        | 1993  |
| Allen Rosenberg                                               | USA                       | Rowing                          | 1994  |
| Charlie Rosenberg                                             | USA                       | Boxe                            | 1990  |
| Wilf Rosenberg                                                | Afrique du Sud            | Rugby Union                     | 1994  |
| Maxie Rosenbloom                                              | USA                       | Boxe                            | 1984  |
| Leonard Rosenbluth                                            | USA                       | Basketball                      | 2003  |
| Albert Rosenfeld                                              | Australie                 | Rugby                           | 2006  |
| Fanny Rosenfeld                                               | Canada                    | Athlétisme                      | 1982  |
| Barney Ross                                                   | USA                       | Boxe                            | 1979  |
| Mark Roth                                                     | USA                       | Bowling                         | 1992  |
| Victor Ross                                                   | USA                       | Crosse                          | 1995  |
| Esther Roth-Shahamorov                                        | USA                       | Athlétisme                      | 2013  |
| Emilia Rotter                                                 | Hongrie                   | Patinage artistique             | 1995  |
| Leon Rotman                                                   | Roumanie                  | Canoë                           | 1981  |
| Angelica Rozeanu                                              | Roumanie                  | Tennis de table                 | 1981  |
| Louis Rubenstein                                              | Canada                    | Patinage artistique             | 1981  |
| Mendy Rudolph                                                 | USA                       | Basketball                      | 1989  |
| Ed Sabol                                                      | USA                       | Media                           | 1996  |
| Steve Sandler                                                 | USA                       | Handball                        | 2015  |
| Abe Saperstein                                                | USA                       | Basketball                      | 1979  |
| Miklos Sarkany                                                | Hongrie                   | Water Polo                      | 1990  |
| Dick Savitt                                                   | USA                       | Tennis                          | 1979  |
| Dick Schaap                                                   | USA                       | Media                           | 2004  |
| Dolph Schayes                                                 | USA                       | Basketball                      | 1979  |
| Jody Scheckter                                                | Afrique du Sud            | Course automobile               | 1983  |
| Sol Schiff                                                    | USA                       | Tennis de table                 | 2020  |
| Mathieu Schneider                                             | USA                       | Hockey sur glace                | 2014  |
| Corporal Isidore Schwartz                                     | USA                       | Boxe                            | 1998  |
| Barney Sedran                                                 | USA                       | Basketball                      | 1989  |
| Anna Segal                                                    | Australie                 | Ski                             | 2020  |
| Allan « Bud » Selig                                           | USA                       | Baseball                        | 2014  |
| Arie Selinger                                                 | Israël                    | Volleyball                      | 2016  |
| Eugene Selznick                                               | USA                       | Volleyball                      | 2002  |
| Sergei Sharikov                                               | Russie                    | Escrime                         | 2003  |
| Yelena Shushunova                                             | URSS                      | Gymnastique                     | 2005  |
| Michael Sigel                                                 | USA                       | Billards                        | 2011  |
| Al Singer                                                     | USA                       | Boxe                            | 2006  |
| Anna Sipos                                                    | Hongrie                   | Tennis de table                 | 1996  |
| Irina Sloutskaïa                                              | Russie                    | Patinage artistique             | 2009  |
| Harold Solomon                                                | USA                       | Tennis                          | 2004  |
| Jack Solomons                                                 | Grande-Bretagne           | Boxe                            | 2004  |
| Moe Spahn                                                     | USA                       | Basketball                      | 1993  |
| Frank Spellman                                                | USA                       | Haltérophilie                   | 1983  |
| Don Spero                                                     | USA                       | Rowing                          | 1993  |
| Mark Spitz                                                    | USA                       | Natation                        | 1979  |
| Bill Stern                                                    | USA                       | Media                           | 2001  |
| David Stern                                                   | USA                       | Basketball                      | 1998  |
| Georges Stern                                                 | France                    | Équitation                      | 1993  |
| Steve Stone                                                   | USA                       | Baseball                        | 2004  |
| Joel Stransky                                                 | Afrique du Sud            | Rugby                           | 2011  |
| Earl Strom                                                    | USA                       | Basketball                      | 2008  |
| Kerri Strug                                                   | USA                       | Gymnastique                     | 2000  |
| Miklos Szabados                                               | Hongrie                   | Tennis de table                 | 1987  |
| Eva Szekely                                                   | Hongrie                   | Natation                        | 1981  |
| Gyorgy Szepsi-Friedlander                                     | Hongrie                   | Media                           | 1998  |
| Irena Szewińska (née Kirszenstein)                            | Pologne                   | Athlétisme                      | 1981  |
| Sid Tanenbaum                                                 | USA                       | Basketball                      | 1997  |
| Sam Taub                                                      | USA                       | Media                           | 1993  |
| Brian Teacher                                                 | Australie                 | Tennis                          | 2014  |
| Eliot Teltscher                                               | USA                       | Tennis                          | 2011  |
| Judit Temes                                                   | Hongrie                   | Natation                        | 2016  |
| Lew Tendler                                                   | USA                       | Boxe                            | 1992  |
| Leah Thall-Neuberger                                          | USA                       | Tennis de table                 | 1999  |
| Thelma "Tybie" Thall-Sommer                                   | USA                       | Tennis de table                 | 2017  |
| David "Pep" Tobey                                             | USA                       | Basketball                      | 1995  |
| Allen Tolmich                                                 | USA                       | Athlétisme                      | 2002  |
| Shaun Tomson                                                  | Afrique du Sud            | Surf                            | 1995  |
| Gyula Török                                                   | Hongrie                   | Boxe                            | 2018  |
| Dara Torres                                                   | USA                       | Natation                        | 2005  |
| David Tyshler                                                 | URSS/ Russie              | Escrime                         | 2015  |
| Galina Urbanovitch                                            | URSS                      | Gymnastique                     | 2016  |
| Sheila van Damm                                               | Grande-Bretagne           | Course automobile               | 2019  |
| Eduard Vinokurov                                              | Kazakhstan                | Escrime                         | 2007  |
| Garrett Weber-Gale                                            | USA                       | Natation                        | 2015  |
| Richard Weisz                                                 | Hongrie                   | Lutte                           | 1983  |
| Matt Wells                                                    | Grande-Bretagne           | Boxe                            | 2007  |
| Sylvia Wene                                                   | USA                       | Bowling                         | 1979  |
| Jessica Wilk                                                  | USA                       | Crosse                          | 2020  |
| Lajos Werkner                                                 | Hongrie                   | Escrime                         | 1999  |
| Ben Wildman-Tobriner                                          | USA                       | Natation                        | 2018  |
| Henry Wittenberg                                              | USA                       | Lutte                           | 1979  |
| Wallace Wolf                                                  | USA                       | Athlétisme                      | 2014  |
| Kevin Youkilis                                                | USA                       | Baseball                        | 2019  |
| Young Dutch Sam                                               | Grande-Bretagne           | Boxe                            | 2018  |
| Chagai Zamir                                                  | Israël                    | Volleyball                      | 1998  |
| Max Zaslofsky                                                 | USA                       | Basketball                      | 1983  |

## «Pillar of Achievement»
Le « Pillar of Achievement » rend honneur aux hommes et femmes juifs qui ont apporté des contributions significatives au sport et à la communauté mondiale par le sport.
Cette liste est incomplète; vous pouvez aider pour l'agrandir.
| Noms                           | Pays                       | Sport                   | année |
| ------------------------------ | -------------------------- | ----------------------- | ----- |
| Maury Allen                    | USA                        | Media                   | 2009  |
| Jehoshua Alouf                 | Israël                     | Officiel/Administrateur | 1981  |
| Robert Atlasz                  | Israël                     | Officiel/Administrateur | 1986  |
| Baruch Bagg                    | Israël                     | Officiel/Administrateur | 1981  |
| Moe Berg                       | USA                        | Baseball/Patriote       | 1983  |
| Gretel Bergmann                | Allemagne                  | Athletisme              | 1980  |
| Dr. Richard Blum               | Allemagne                  | Officiel/Administrateur | 1983  |
| Alfred Brull                   | Hongrie                    | Officiel/Administrateur | 1995  |
| John Brunswick                 | USA                        | Bowling                 | 1996  |
| Daniel Bukantz                 | USA                        | Officiel/Administrateur | 2001  |
| Murray Chass                   | USA                        | Media                   | 2012  |
| Haskell Cohen                  | USA                        | Officiel/Media          | 1991  |
| Bill Davidson                  | USA                        | Basketball              | 2012  |
| Judith Deutsch                 | Autriche                   | Natation                | 1981  |
| Lajos Domeny-Deutsch           | Hongrie                    | Officiel/Administrateur | 1995  |
| Leo Donath                     | Hongrie                    | Natation                | 1999  |
| Leone Efrati                   | Italie                     | Boxe                    | 2000  |
| Al Munro Elias                 | USA                        | Media                   | 2003  |
| György Szepsi (né Friedländer) | Hongrie                    | Media                   | 1997  |
| Ian Froman                     | Afrique du Sud             | Tennis                  | 1991  |
| Harry L. Getz                  | Afrique du Sud             | Officiel/Administrateur | 1985  |
| Emmanuel Gill                  | Israël                     | Officiel/Administrateur | 1983  |
| Harry Glickman                 | USA                        | Officiel/Administrateur | 1995  |
| Marty Glickman                 | USA                        | Media                   | 1996  |
| Chaim Glovinsky                | Israël                     | Officiel/Administrateur | 1982  |
| Julius Goldman                 | Canada                     | Basketball              | 1999  |
| Kenneth Gradon                 | Grande-Bretagne            | Officiel/Administrateur | 2002  |
| Pierre Guildesgame             | Grande-Bretagne            | Officiel/Administrateur | 1985  |
| Allen Guttmann                 | USA                        | Media                   | 2013  |
| Lester Harrison                | USA                        | Basketball              | 1991  |
| Sidney Halter                  | Canada                     | Football canadien       | 2005  |
| Harry Henshel                  | USA                        | Officiel/Administrateur | 1983  |
| Joseph Inbar                   | Israël                     | Officiel/Administrateur | 1989  |
| Mike Jacobs                    | USA                        | Boxe                    | 1993  |
| Henry Kaplan                   | USA                        | Boxe                    | 2004  |
| Ferenc Kemény                  | Hongrie                    | Officiel/Administrateur | 1996  |
| Leonard Koppett                | USA                        | Media                   | 2011  |
| Kurt Lamm                      | USA                        | Football                | 1993  |
| Harold Landesberg              | USA                        | Officiel/Administrateur | 1983  |
| Fred Lebow                     | USA                        | Officiel/Administrateur | 1994  |
| Dr. Herman Leweller            | USA                        | Officiel/Administrateur | 1987  |
| Bill Lippy                     | USA                        | Officiel/Administrateur | 1997  |
| Willy Meisl                    | Allemagne/ Grande-Bretagne | Media                   | 1986  |
| Marvin Miller                  | USA                        | Officiel/Administrateur | 2001  |
| Charles Ornstein               | USA                        | Officiel/Administrateur | 1984  |
| Orna Ostfeld                   | Israël                     | Basketball              | 2009  |
| Bernard Postal                 | USA                        | Media                   | 1986  |
| Julia Jones Pugliese           | USA                        | Escrime                 | 2002  |
| Jimmie Reese                   | USA                        | Baseball                | 1995  |
| Joe Reichler                   | USA                        | Media                   | 2008  |
| Harold U. Ribalow              | USA                        | Media                   | 2009  |
| Al Schacht                     | USA                        | Baseball                | 2008  |
| Dick Schaap                    | USA                        | Media                   | 2003  |
| Eric Seelig                    | Allemagne                  | Boxe                    | 1992  |
| Joseph Shane                   | USA                        | Officiel/Administrateur | 2002  |
| Jesse Silver                   | USA                        | Media                   | 1989  |
| Roy Silver                     | USA                        | Media                   | 1989  |
| Harry Simmons                  | Canada                     | Media                   | 2007  |
| Emmanuel Simon                 | Israël                     | Officiel/Administrateur | 1983  |
| Dr. Uri Simri                  | Israël                     | Officiel/Administrateur | 1991  |
| Margaredt Sonnenfeld           | Israël                     | Officiel/Coach          | 1997  |
| Oscar State                    | Grande-Bretagne            | Officiel/Haltérophilie  | 1989  |
| Louis Stein                    | USA                        | Officiel/Bowling        | 1992  |
| Sam Stoller                    | USA                        | Athlétisme              | 2007  |
| Arthur Takać                   | Yougoslavie ( Croatie)     | Officiel/Administrateur | 1989  |
| Irving Ungerman                | Canada                     | Boxe                    | 1994  |
| Ben Weider                     | USA                        | Body Building           | 1992  |
| Joe Weider                     | USA                        | Body Building           | 1992  |
| Chaim Wein                     | Israël                     | Officiel/Administrateur | 1986  |
| Joseph Yekuteli                | Israël                     | Officiel/Administrateur | 1982  |
| Aviezer Yellin                 | Israël                     | Officiel/Administrateur | 1984  |
| Paul Ziffren                   | USA                        | Officiel/Administrateur | 1993  |
| Harold O. Zimman               | USA                        | Officiel/Media          | 1991  |

## Parcours
C'est en 1992 que l’International Jewish Sports Hall of Fame a pour la première fois décerné son prix annuel récompensant les personnalités ayant apporté une contribution significative à la société israélienne par le sport.
| Année | Nom                    | Localisation                             |
| ----- | ---------------------- | ---------------------------------------- |
| 1992  | Sam Sharrow            | Miami Beach (Floride, États-Unis)        |
| 1993  | David Pincus           | Philadelphie (Pennsylvanie, États-Unis)  |
| 1994  | Karl Ribstein          | Munich (Allemagne)                       |
| 1995  | Monty Hall             | Beverly Hills (Californie, États-Unis)   |
| 1996  | Yariv Oren             | Netanya (Israël)                         |
| 1997  | Alan Sherman           | Potomac (Maryland, États-Unis)           |
| 1998  | Moshe Rashkes          | Ramat Gan (Israël)                       |
| 1999  | Fred Worms, OBE        | Londres (Angleterre, Royaume-Uni)        |
| 2000  | Joseph Luttenberg      | Afeka (Israël)                           |
| 2001  | Robert Spivak          | Philadelphie (Pennsylvanie, États-Unis)  |
| 2002  | Uri Afek               | Netanya (Israël)                         |
| 2003  | Lester Fein            | Vernon (New Jersey, États-Unis)          |
| 2004  | Shimon Mizrahi         | Tel Aviv (Israël)                        |
| 2005  | Sidney Greenberg       | Toronto (Canada)                         |
| 2006  | Alex Gilady            | Israël                                   |
| 2007  | Joyce Eisenberg-Keefer | Los Angeles (Californie, États-Unis)     |
| 2008  | R. Stephen Rubin, OBE  | Londres (Angleterre, Royaume-Uni)        |
| 2009  | Michael Kevezahi       | Tel Aviv (Israël)                        |
| 2010  | Moshe Teumim           | Tel Aviv (Israël)                        |
| 2011  | Robert Levy            | Philadelphie (Pennsylvanie, États-Unis)  |
| 2012  | Michel Grun            | Anvers (Belgique)                        |
| 2013  | William Steerman       | Philadelphie (Pennsylvanie, États-Unis)  |
| 2014  | Harry Swimmer          | Charlotte (Caroline du Nord, États-Unis) |
| 2015  | Robert Kraft           | Foxborough (Massachusetts, États-Unis)   |
| 2016  | Dr Uri Sheffer         | Tel Aviv (Israël)                        |
| 2017  | Victor Vaisman         | Buenos Aires (Argentine)                 |
| 2018  | Joseph Siegman         | Los Angeles (Californie, États-Unis)     |
| 2019  | Roy Salomon            | Montréal (Canada)                        |
| 2020  | Sylvan Adams           | Tel Aviv (Israël)                        |

## Prix d'excellence du président
| Année | Nom             | Localisation |
| ----- | --------------- | ------------ |
| 2010  | Samuel P. Spron | New York     |
| 2010  | Teddy Kaplan    | Israël       |
| 2012  | Reuven Heller   | Israël       |
| 2013  | Zoran Sharon    | Israël       |
| 2015  | Anita Shkedi    | Israël       |